# Las Dominicales del Libre Pensamiento
Las Dominicales del Libre pensamiento (en català les dominicals del lliure pensament) va ser un setmanari lliurepensador imprès a la ciutat espanyola de Madrid entre 1883 i 1909.
Fou fundat pels periodistes republicans federals Ramón Chíes "Eduardo de Riofranco" i Fernando Lozano Montes "Demófilo", propers a Manuel Ruiz Zorrilla. El seu primer nombre es va imprimir el 4 de febrer de 1883 i l'últim el 27 d'agost de 1909. Chíes i Lozano ho van codirigir fins que el primer va morir a 1893; Lozano va continuar sol fins que va començar a ajudar-li Antonio Zozaya. Apareixia els diumenges amb nombres de quatre pàgines en què dominaven saberuts articles de fons sobre política, cultura, societat, activisme, literatura, teatre, humanitats i ciències. Va ser probablement la publicació periòdica més heterodoxa d'Espanya entre els segles xix i xx i va acollir tota mena de pensament divergent de l'oficial. Entre els seus col·laboradors destaquen el poeta i advocat maçó manxec Antonio Rodríguez García-Vao, l'escriptora feminista Rosario de Acuña, el polític republicà Francesc Pi i Margall, el metge i escriptor maçó José Francos Rodríguez, el polític i escriptor republicà Emilio Castelar, Esperanza Pérez, Amelia Carvia, l'historiador republicà Miguel Morayta Sagrario, Eduardo Sojo, Salvador Sellés, l'escriptor del naturalisme Joaquín Dicenta, el poeta gallec Manuel Curros Enríquez, l'escriptor Eduardo Zamacois, el poeta Pedro Barrantes, José de Diego i el científic Odón de Buen, gendre de Fernando Lozano. En tots els nombres es fa publicitat gratuïta dels òrgans del krausisme espanyol, com la Institución Libre de Enseñanza i l'Associació per a l'Ensenyament de la Dona. En 1902 es va constituir en òrgan de la Federació Internacional de Lliure Pensament a Espanya, Portugal i Amèrica Llatina.
El setmanari va ser constantment fustigat amb atacs i denúncies per les autoritats i l'església, però va aconseguir editar-se sense interrupció i aconseguir, segons el nombre del 21 de juliol de 1890, un tiratge de 20 a 25.000 exemplars, fins que el setge es va intensificar l'estiu de 1900; en el número 939 (15-VII-1900) s'explica per què no es va poder publicar durant les tres setmanes anteriors:
Los cinco últimos números de Las Dominicales han sido secuestrados; cuatro de ellos por denuncia; el último por equivocación, puesto que no ha sido denunciado. Amén de ello, el gobernador de Madrid nos ha multado pretextando una nimiedad, el haberse enviado o no a tiempo los números que se entregan en el gobierno civil. Era inútil, por tanto, imprimir el periódico en esas condiciones […] Suman muchos miles de duros los daños y perjuicios que estos abusos del poder llevan producidos a nuestro periódico. Del centenar de procesos que se nos habrá formado, sólo de ocho años acá, no han prosperado más que dos o tres. En los demás, los gobiernos han procedido injustamente; pero nadie nos ha indemnizado de los daños causados por las injustas denuncias, acompañadas casi siempre de secuestro. Recuérdese aquel período de tres años, en que todas las semanas era el número denunciado a instancia de los Padres de familia, árbitros de los Tribunales. Vinieron después las furiosas persecuciones de los tres años de guerra. Y terminóse aquel Calvario con la pesadumbre de los siete meses de censura militar...
Defensa el republicanisme, el lliure examen, el liberalisme, el deisme, l'agnosticisme, l'ateisme, els enterraments civils, el feminisme, el divorci, l'abolició de la pena de mort, el naturalisme, l'Escola lliure de Francisco Ferrer i Guàrdia i l'estudi antropològic, històric, materialista i científic de la religió. S'oposa als dogmes catòlics i posseeix una forta càrrega anticlerical que per ventura va motivar l'assassinat d'un dels seus redactors, Antonio Rodríguez García-Vao. Mostra les seves simpaties per la maçoneria, a la qual pertanyien els seus fundadors i gran nombre dels seus redactors, l'espiritisme i la teosofia, i també pel krausisme de la Institución Libre de Enseñanza, l'Associació per l'Ensenyament de la Dona i la Societat Protectora dels Nens, la publicitat dels quals incorporava gratuïtament a les seves pàgines. A més anima el ressorgiment de la cultura sefardí a Espanya.
El seu radicalisme i serietat -tant més agressiva quant que mai descendia a la grolleria, com altres setmanaris radicals, verbigràcia El Motín de José Nakens- li va valer el permanent menyspreu, hostilitat i contestació de les institucions oficials i els òrgans de premsa de les autoritats eclesiàstiques espanyoles.